# Мартир-де-Куилапан
Мартир-де-Куилапан (исп. Mártir de Cuilapan) — муниципалитет в Мексике, входит в штат Герреро. Население 15 278 человек.
Административный центр — Апанго.

## История
Город основан в 1926 году.